# Agrotis wehrlii
Agrotis wehrlii là một loài bướm đêm trong họ Noctuidae.